# Libuše Jahodová
Libuše Jahodová (* 31. Mai 1992 in Liberec) ist eine tschechische Sportschützin mit der Spezialdisziplin Skeet.

## Karriere
Jahodová entstammt einer Liberecer Bäcker- und Konditorenfamilie. Durch ihren Stiefvater Lubor Novota begann sie als 14-Jährige mit dem Schießsport. Danach wurde sie bei Dukla Hradec Králové zusammen mit ihren Stiefbrüdern, dem zweifachen Juniorenweltmeister Jakub Novota und dessen jüngeren Bruder Matěj von Lubor Novota trainiert. An der Technischen Universität in Liberec studierte Jahodová Freizeitpädagogik. 2015 war sie Teilnehmerin der Sommer-Universiade 2015 in Gwangju und gewann zwei Goldmedaillen. Bei den Europaspielen 2015 in Baku kam Jahodová auf den 16. Rang, im Mixed mit Jan Sychra erreichte sie Platz 6. Mit dem 8. Platz bei den Weltmeisterschaften in Lonato del Garda qualifizierte sie sich im September 2015 als erste tschechische Skeetschützin für die Olympischen Spiele. Im Juli 2016 gewann sie bei der Europameisterschaft in Lonato del Garda im Mixed mit Jan Sychra die Bronzemedaille. Bei den Olympischen Spielen 2016 in Rio de Janeiro schied sie mit 58 Punkten in der Qualifikation aus.

## Familie
Am 16. Mai 2021 erschoss ihr Trainer und Stiefvater Lubor Novota nach einem Familienstreit ihre Mutter Jana Novotová Jahodová und tötete sich selbst.